# はるの
はるの（1986年2月15日 - ）は、日本のタレント、女優。ワタナベエンターテインメント傘下のビスケットエンターティメント所属していた。

## 経歴・人物
- 北海道北見市出身。
- 血液型はO型。
- デビューはGLAYのプロモーションビデオ。
- サッカー番組に多数出演。
- 特技は3歳から16歳まで習ったクラシックバレエ。
- ヨーロピアンキングスに出演するまでサッカーに関しての知識はなかった。
- 舞台で座長を務めた杉崎真宏によると、性格はおっとり。本人によるとポジティブシンキング。
- 2008年に放送された『トミカヒーロー レスキューフォース』香月レイ / R3 役で知名度を上げた。
- ブログ閉鎖以降は時折、長谷川恵美のブログに姿を現わしていた[1]。
- 一般社団法人映像コンテンツ権利処理機構においては不明権利者とされている[2]。

## 出演

### テレビドラマ
- ヤンキー母校に帰る 〜旅立ちの時 不良少年の夢（2005年3月27日、TBS）
- ザ・ヒットパレード〜芸能界を変えた男・渡辺晋物語〜（2006年5月27日、フジテレビ）伊藤蘭（キャンディーズ） 役
- 花嫁は厄年ッ!（2006年7月 - 9月、TBS）田山千佳 役
- トミカヒーロー レスキューフォース（2008年4月 - 2009年3月、テレビ東京）香月レイ / R3 役

### バラエティ
- クリック!（2005年4月 - 9月、日本テレビ）クリッカーズの一員

### その他のテレビ番組
- ヨーロピアンキングス（2005年 - 2006年、スカパー!181ch）
- 女性企画〜サッカーと共に生きる（2006年2月 -、スカパー!184ch）
- 2006 FIFAワールドカップ Data Stadio（2006年6月 - 7月、スカパー!）

### ラジオ
- FLY!DAY TRIPPER〜FROM SKY GATE〜（2007年4月 - 10月、bayfm）

### 映画
- トミカヒーロー レスキューフォース 爆裂MOVIE マッハトレインをレスキューせよ!（2008年）香月レイ / R3 役
  - 爆走!トミカヒーローグランプリ（2008年）香月レイ / R3 役

### 舞台
- limit〜あなたの物語は何ですか？〜（2006年）
- OUT OF ORDER 偉人伝心（2007年）

### CM
- アサヒフードアンドヘルスケア、ミンティア（2006年4月）MINTIAガールズ